# نحاسيات
النحاسيات أو تحت فصيلة ليكانيني (الاسم العلمي: Lycaeninae)، هي فُصيلة حشرات فراشية من حرشفيات الأجنحة وفصيلة النحاسية.